# Лопатинский сельсовет (Брестская область)
Лопа́тинский се́льсове́т (белор. Лапацінскі сельсавет) — административная единица в Пинском районе Брестской области Беларуси. Административный центр — агрогородок Лопатино.

## История
Образован 12 октября 1940 года в составе Пинского района Пинской области БССР, с 8 января 1954 года — Брестской области. 20 мая 1957 года в состав сельсовета из Велятицкого сельсовета передана деревня Лосичи. 15 апреля 1985 года в состав Плещицкого сельсовета переданы деревни Лосичи и Кривое Село.
9 июля 1944 года была освобождена от немецко-фашистских захватчиков 369-м полком Красной армии. В агрородке находится памятник Тремасову Дмитрию Егоровичу, который самостоятельно форсировал р. Стырь и 7 часов удерживал плацдарм, чем помог освободить деревню.
6 октября 2013 года в состав Лопатинского сельсовета включена территория упразднённого Лемешевичского сельсовета с населёнными пунктами — Болгары, Курадово, Лемешевичи, Теребень, Тупчицы, Христиболовичи, Чёрново-1, Чёрново-2.

## Состав
В состав сельсовета входят следующие населённые пункты:
- Болгары — деревня
- Колбы — деревня
- Конюхи — деревня
- Курадово — деревня
- Лемешевичи — деревня
- Лопатино — агрогородок
- Морозовичи — деревня
- Полхово — деревня
- Теребень —- деревня
- Тупчицы — деревня
- Хлябы — деревня
- Христиболовичи — деревня
- Чёрново-1 — деревня
- Чёрново-2 — деревня

## Культура
- Народный музей русского поэта Александра Блока в агрогородке Лопатино